# Svisjtiplaz
Svisjtiplaz (bulgariska: Свищиплаз) är ett berg i Bulgarien. Det ligger i regionen Sofijska oblast, i den centrala delen av landet, 70 km öster om huvudstaden Sofia. Toppen på Svisjtiplaz är 1 888 meter över havet, eller 295 meter över den omgivande terrängen. Bredden vid basen är 5,1 km.
Terrängen runt Svisjtiplaz är varierad. Svisjtiplaz ligger uppe på en höjd som går i öst-västlig riktning. Närmaste större samhälle är Zlatitsa, 5,7 km söder om Svisjtiplaz.
I omgivningarna runt Svisjtiplaz växer i huvudsak lövfällande lövskog. Runt Svisjtiplaz är det ganska glesbefolkat, med 42 invånare per kvadratkilometer.